# Inscripciones reales de Biblos

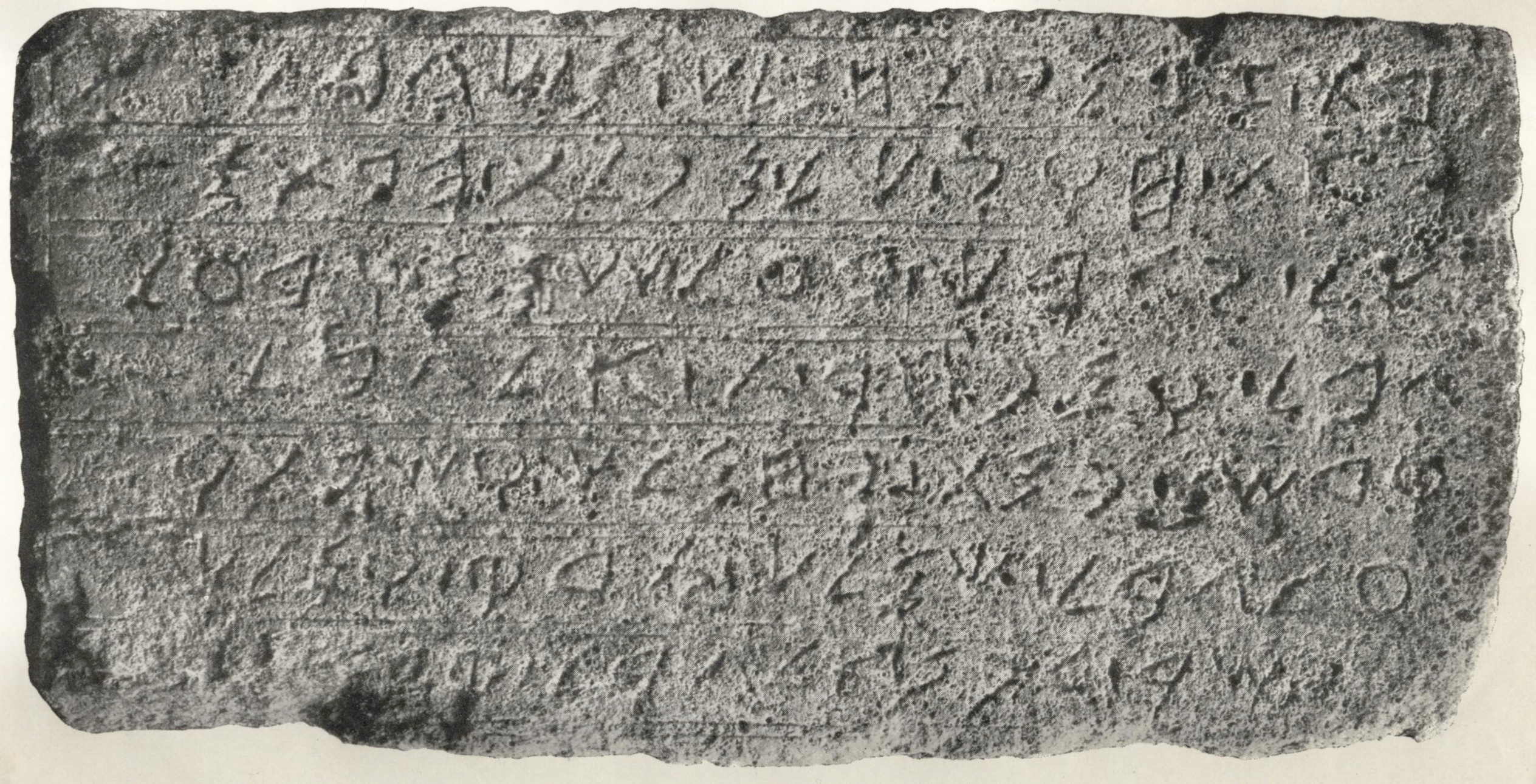
Inscripción de Yehimilk.

Las inscripciones reales de Biblos son un conjunto de cinco tempranas inscripciones fenicias encontradas en Biblos a principios del siglo XX.
Constituyen el mayor corpus de inscripciones fenicias extensas encontrado en la llamada «patria fenicia»; es el único sitio importante de la región que ha sido excavado a niveles prehelenísticos.

## Las cinco inscripciones reales
- El sarcófago de Ahiram (KAI 1), descubierto en 1923, junto con dos fragmentos de jarrones de alabastro con el nombre de Ramsés II[2]
- La Inscripción de Yehimilk de Biblos (KAI 4) publicada en 1930.[3] Actualmente en el museo del Castillo de Biblos.
- La Inscripción de Abibaal (KAI 5), en un trono en el que se colocaba una estatua de Sheshonq I, inscripción encontrada en 1895,[4] publicada en 1903.[5] Actualmente en el Vorderasiatisches Museum Berlin.[6][7]
- El busto de Osorkon o inscripción de Elibaal (KAI 6), inscrita en una estatua de Osorkon I; conocida desde 1881, publicada en 1925.[8][9] Actualmente en el Museo del Louvre.
- La Inscripción de Safatbaal o de Shipitbaal (KAI 7), encontrada en Biblos en 1936,[10] publicada en 1945.[11][12]

KAI 2 es el grafito de la necrópolis y KAI 3 es una espátula de bronce; ninguno contiene nombres de realeza o información histórica.

## Galería

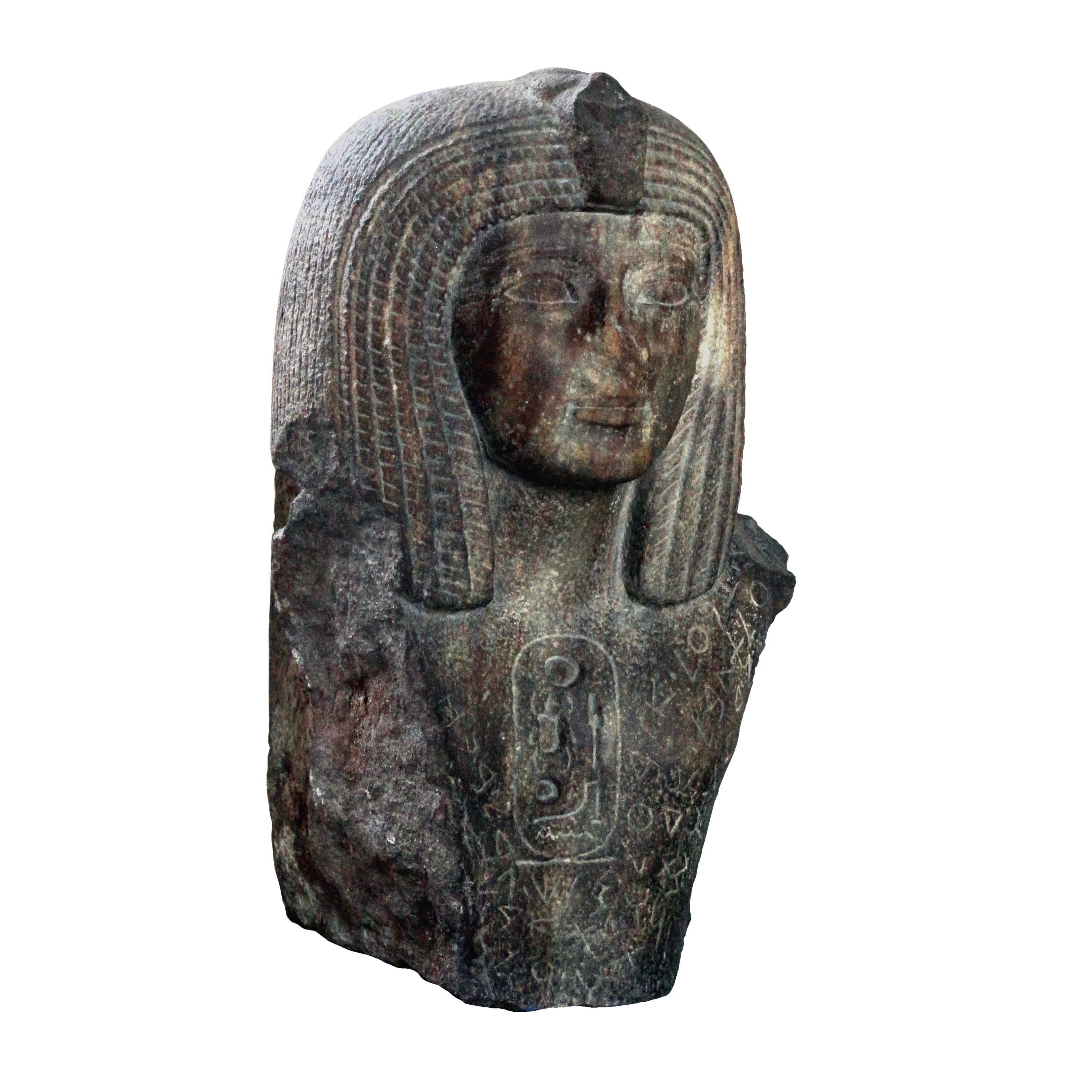
Inscripción del busto de Osorkon (a izq. y der. del cartucho).
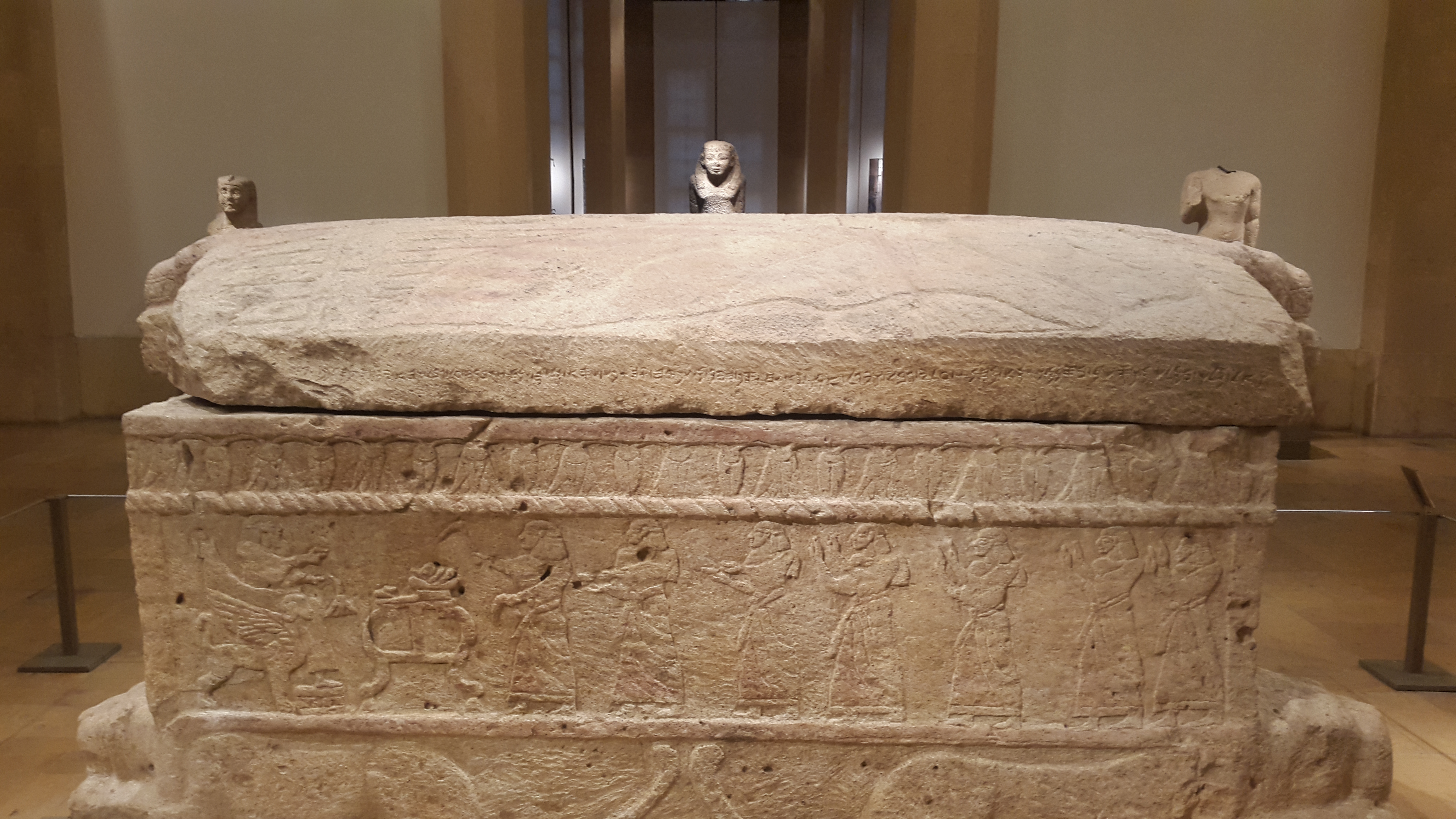
Inscripción del sarcófago de Ahiram.
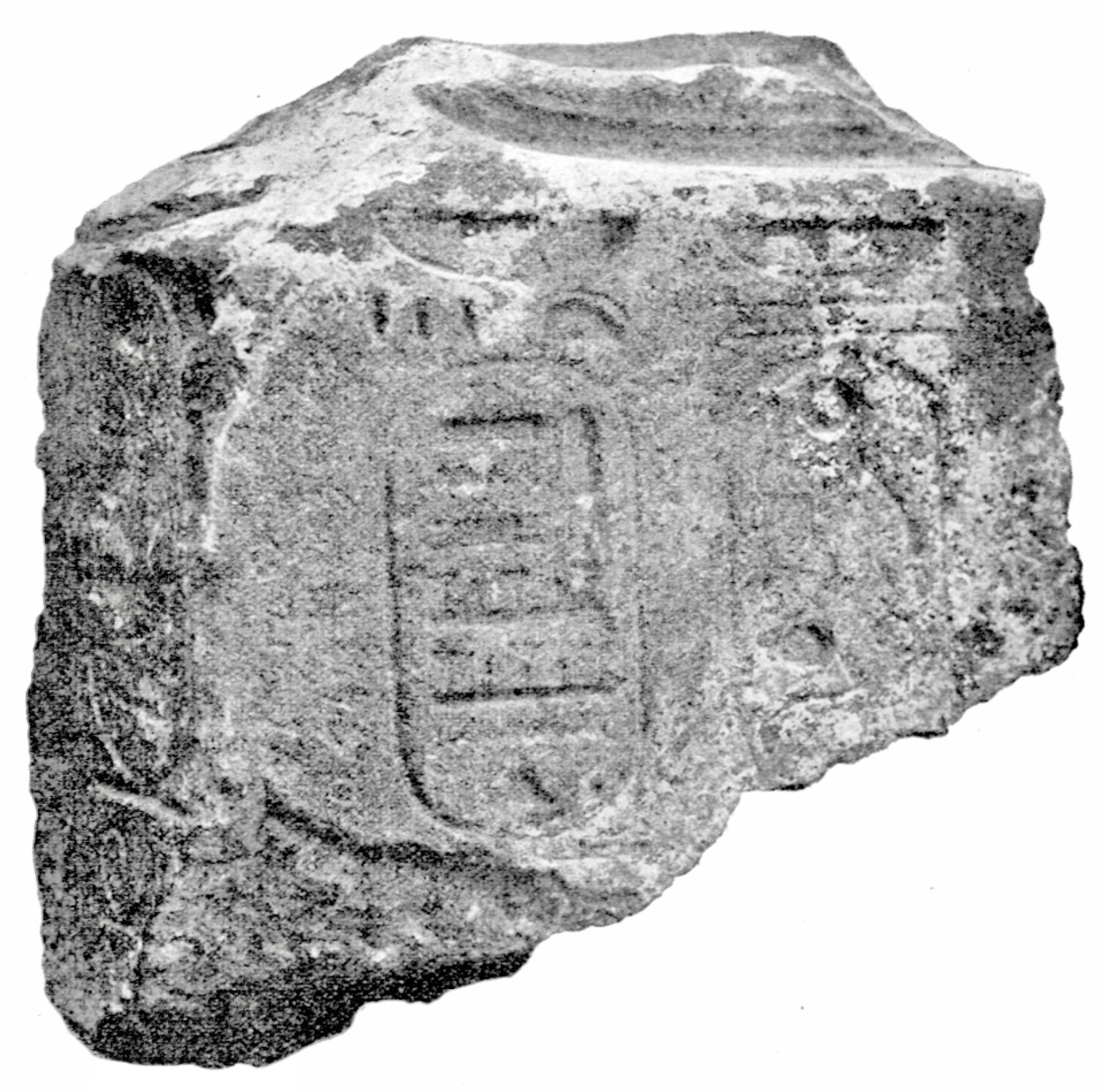
Inscripción de Abibaal (inscripción fenicia más claramente visible en la copia arqueológica).
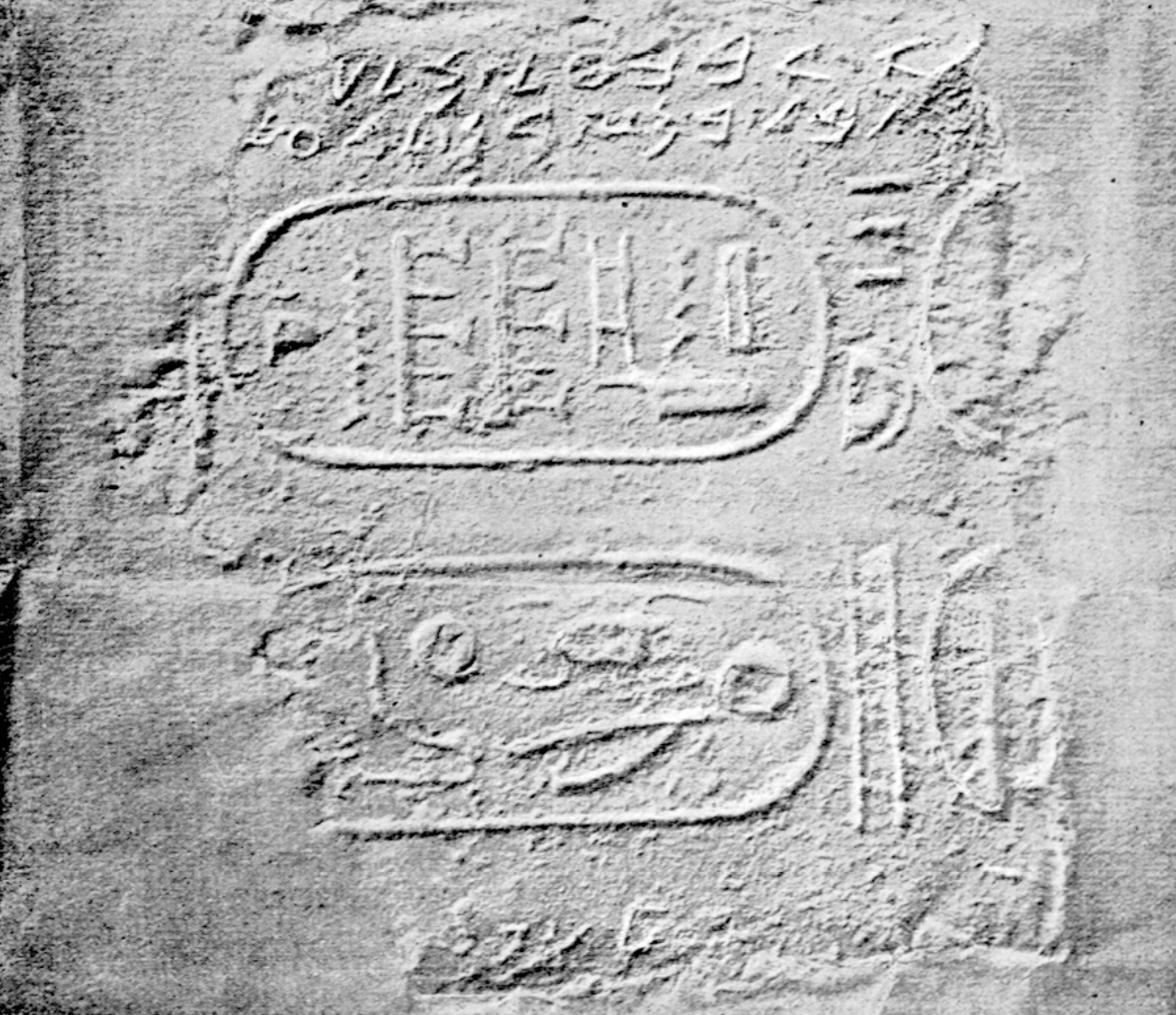
Copia arqueológica de la inscripción de  Abibaal.
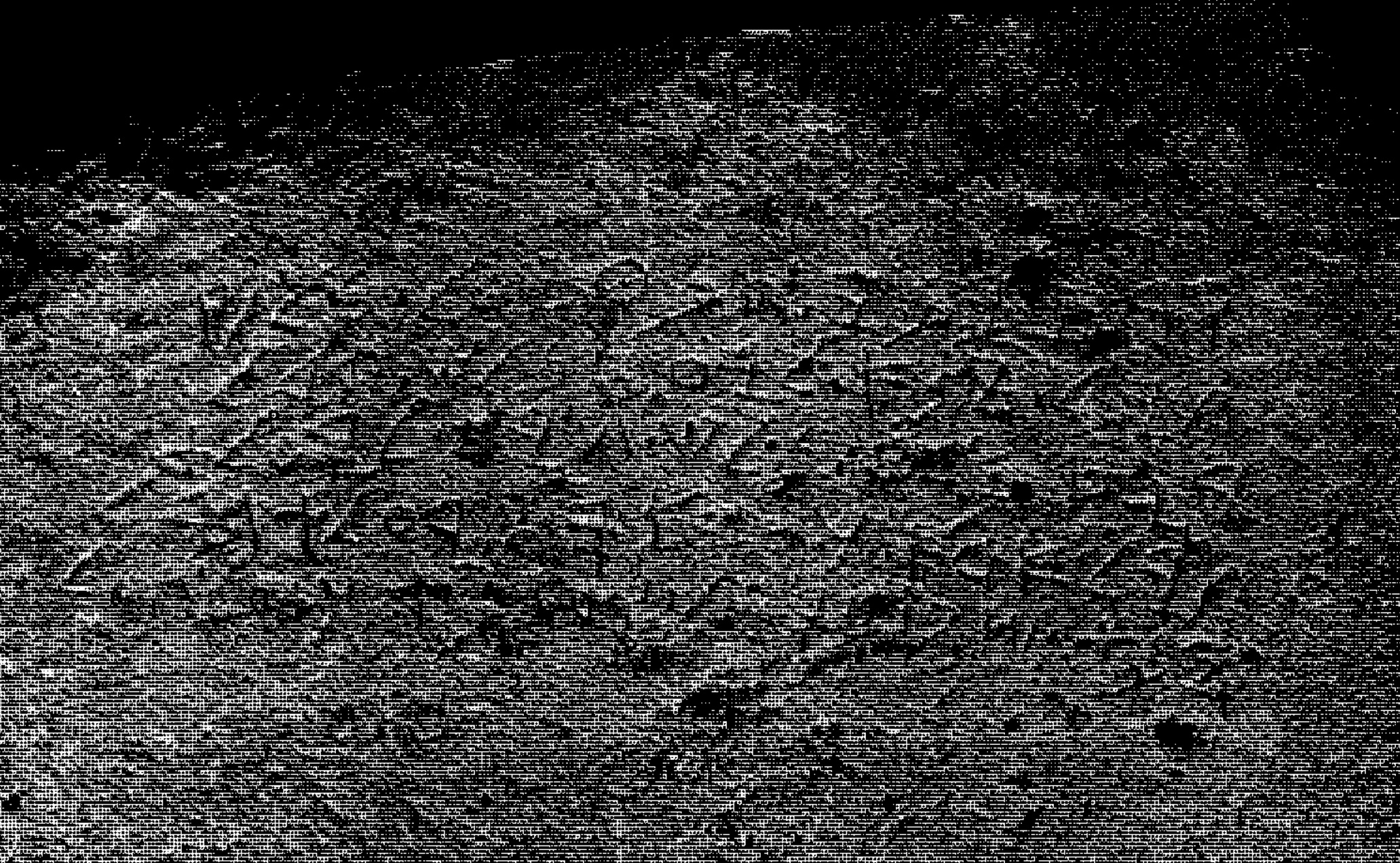
Inscripción de Safatbaal.
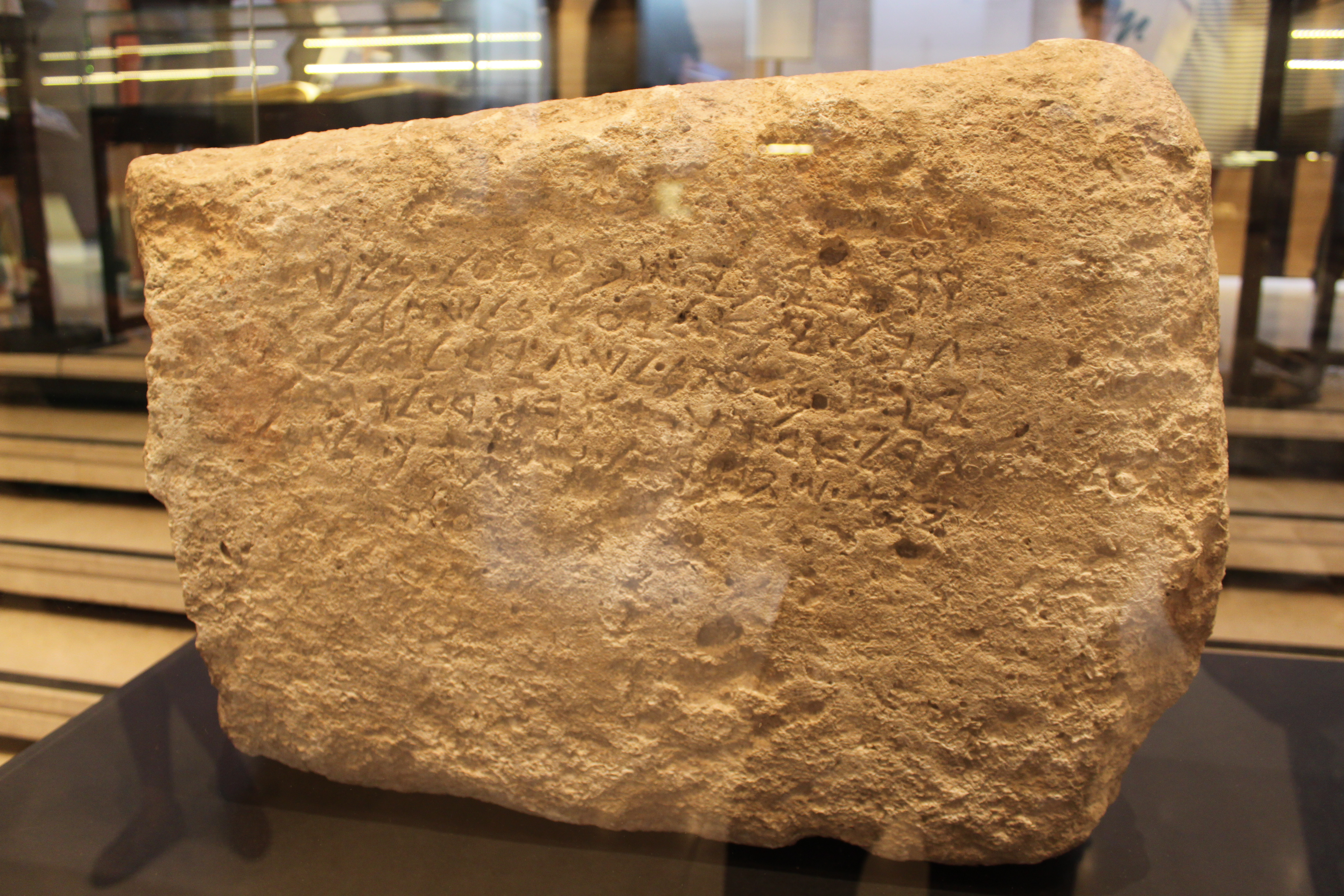
Inscripción de Safatbaal.
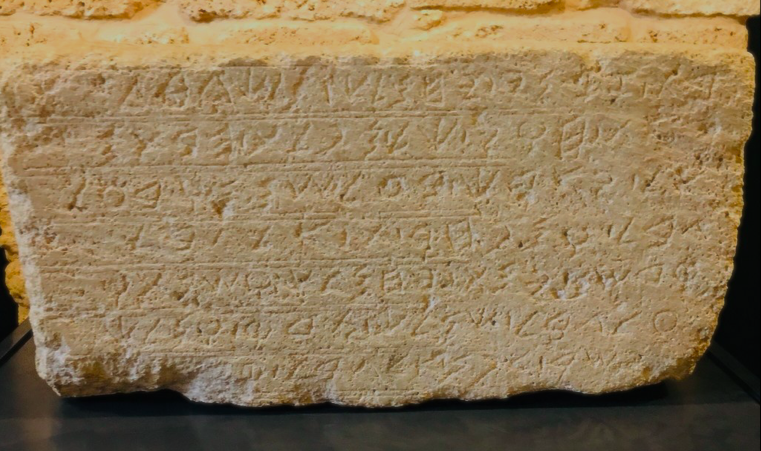
Inscripción de Yehimilk en el Castillo de Biblos.
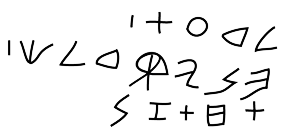
Grafito de la tumba de Ahiram (KAI 2).